# Primera División de Camerún
La Primera División de Camerún (del francés: Championnat du Cameroun de football), conocida desde 2007 como MTN Elite One por razones de patrocinio, es la máxima competición del fútbol profesional en Camerún, se disputa desde 1961 y es organizada por la Fédération Camerounaise de Football.
El equipo campeón y subcampeón obtienen la clasificación a la Liga de Campeones de la CAF, mientras el tercero accede a la Copa Confederación de la CAF.

## Historia
El torneo se disputó por primera vez en 1961, tras conseguir Camerún la independencia de Francia. El equipo más laureado del país a nivel local es el Cotonsport Garoua con quince títulos de liga, seguido del Canon Yaoundé con 10. A nivel internacional el Canon Yaoundé es el club más exitoso conquistando en tres oportunidades la Liga de Campeones de la CAF, mismo logro alcanzado por el Union Douala y el Oryx Douala ambos en una ocasión cada uno.

## Equipos 2022-23

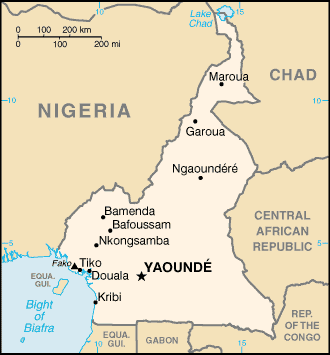
Camerún.

| Club                        | Ciudad  | Estadio                        | Capacidad |
| --------------------------- | ------- | ------------------------------ | --------- |
| Aigle Royal Menoua          | Dschang | Stade Municipal                | 5,000     |
| APEJES Academy              | Yaundé  | Stade Omnisport Ahmadou Ahidjo | 38,509    |
| Avion Academy               | Douala  |                                |           |
| Bamboutos FC                | Mbouda  | Stade Municipal de Mbouda      | 11,000    |
| Colombe Sportive            |         |                                |           |
| Canon Yaoundé               | Yaundé  | Estadio Ahmadou Ahidjo         | 38,509    |
| Coton Sport FC              | Garoua  | Stade Omnisport Roumdé Adjia   | 22,000    |
| Dragon Club                 | Yaundé  | Stade Omnisport Ahmadou Ahidjo | 38,509    |
| Eding Sport FC              | Lékié   | Stade Municipal de Lékié       | 1,200     |
| Feutcheu FC                 |         |                                |           |
| Fovu Club de Baham          | Baham   | Stade Municipal de Baham       | 15,000    |
| Les Astres FC               | Douala  | Stade de la Réunification      | 30,000    |
| New Star de Douala          | Douala  | Stade de la Réunification      | 30,000    |
| Renaissance                 | Ngoumou |                                |           |
| Stade Renard de Melong      | Melong  |                                |           |
| UMS de Loum                 | Njombé  | Stade de Njombé                | 1,000     |
| Union Sportive de Douala    | Douala  | Stade de la Réunification      | 30,000    |
| Unisport Bafang             | Bafang  | Stade Municipal de Bafang      | 5,000     |
| Yaoundé II FC               | Yaundé  | Stade Omnisport Ahmadou Ahidjo | 38,509    |
| Young Sports Academy (YOSA) | Bamenda | Stade Municipal Mankon         | 5,000     |

## Palmarés
| Temporada | Campeón           | Subcampeón               |
| --------- | ----------------- | ------------------------ |
| 1961      | Oryx Douala       |                          |
| 1962      | Caïman de Douala  |                          |
| 1963      | Oryx Douala       |                          |
| 1964      | Oryx Douala       |                          |
| 1965      | Oryx Douala       |                          |
| 1966      | Diamant Yaoundé   |                          |
| 1967      | Oryx Douala       |                          |
| 1968      | Caïman de Douala  |                          |
| 1969      | Union Douala      |                          |
| 1970      | Canon Yaoundé     |                          |
| 1971      | Aigle Nkongsamba  |                          |
| 1972      | Léopards Douala   |                          |
| 1973      | Léopards Douala   |                          |
| 1974      | Canon Yaoundé     |                          |
| 1975      | Caïman de Douala  |                          |
| 1976      | Union Douala      |                          |
| 1977      | Canon Yaoundé     |                          |
| 1978      | Union Douala      |                          |
| 1979      | Canon Yaoundé     |                          |
| 1980      | Canon Yaoundé     |                          |
| 1981      | Tonnerre Yaoundé  | Dynamo Douala            |
| 1982      | Canon Yaoundé     |                          |
| 1983      | Tonnerre Yaoundé  | Etoile Filante Garoua    |
| 1984      | Tonnerre Yaoundé  | Canon Yaoundé            |
| 1985      | Canon Yaoundé     |                          |
| 1986      | Canon Yaoundé     | Union Douala             |
| 1987      | Tonnerre Yaoundé  |                          |
| 1988      | Tonnerre Yaoundé  |                          |
| 1989      | Racing Bafoussam  | Tonnerre Yaoundé         |
| 1990      | Union Douala      | Prévoyance Yaoundé       |
| 1991      | Canon Yaoundé     | Diamant Yaoundé          |
| 1992      | Racing Bafoussam  |                          |
| 1993      | Racing Bafoussam  | Unisport Bafang          |
| 1994      | Aigle Nkongsamba  | Cotonsport Garoua        |
| 1995      | Racing Bafoussam  | Léopards Douala          |
| 1996      | Unisport Bafang   | Cotonsport Garoua        |
| 1997      | Cotonsport Garoua | Stade Bandjoun           |
| 1998      | Cotonsport Garoua | Canon Yaoundé            |
| 1999      | Sable Batié       | Cotonsport Garoua        |
| 2000      | Fovu Baham        | Cotonsport Garoua        |
| 2001      | Cotonsport Garoua | Tonnerre Yaoundé         |
| 2002      | Canon Yaoundé     | Cotonsport Garoua        |
| 2003      | Cotonsport Garoua | Canon Yaoundé            |
| 2004      | Cotonsport Garoua | Racing Bafoussam         |
| 2005      | Cotonsport Garoua | Aigle Royal de la Menoua |
| 2006      | Cotonsport Garoua | Canon Yaoundé            |
| 2007      | Cotonsport Garoua | Union Douala             |
| 2007–08   | Cotonsport Garoua | Canon Yaoundé            |
| 2008–09   | Tiko United       | Cotonsport Garoua        |
| 2009–10   | Cotonsport Garoua | Les Astres FC            |
| 2010–11   | Cotonsport Garoua | Les Astres FC            |
| 2012      | Union Douala      | Cotonsport Garoua        |
| 2013      | Cotonsport Garoua | Les Astres FC            |
| 2014      | Cotonsport Garoua | Cosmos de Bafia          |
| 2015      | Cotonsport Garoua | Union Douala             |
| 2016      | UMS de Loum       | Cotonsport Garoua        |
| 2017      | Eding Sport       | Cotonsport Garoua        |
| 2018      | Cotonsport Garoua | UMS de Loum              |
| 2019      | UMS de Loum       | Cotonsport Garoua        |
| 2019–20   | PWD Bamenda       | Cotonsport Garoua        |
| 2020–21   | Cotonsport Garoua | APEJES Academy de Mfou   |
| 2021–22   | Cotonsport Garoua | Eding Sport              |
| 2022–23   | Cotonsport Garoua | Bamboutos FC             |
| 2023–24   | Victoria United   | Cotonsport Garoua        |
| 2024–25   | Colombe Sportive  | Panthère Sportive du Ndé |

## Títulos por club
| Club                  | Campeón | Años campeón                                                                                               |
| --------------------- | ------- | --- |
| Coton Sport de Garoua | 18      | 1997, 1998, 2001, 2003, 2004, 2005, 2006, 2007, 2008, 2010, 2011, 2013, 2014, 2015, 2018, 2021, 2022, 2023 |
| Canon Yaoundé         | 10      | 1970, 1974, 1977, 1979, 1980, 1982, 1985, 1986, 1991, 2002                                                 |
| Oryx Douala           | 5       | 1961, 1963, 1964, 1965, 1967                                                                               |
| Tonnerre Yaoundé      | 5       | 1981, 1983, 1984, 1987, 1988                                                                               |
| Union Douala          | 5       | 1969, 1976, 1978, 1990, 2012                                                                               |
| Racing FC Bafoussam   | 4       | 1989, 1992, 1993, 1995                                                                                     |
| Caïman Douala         | 3       | 1962, 1968, 1975                                                                                           |
| Léopards Douala       | 2       | 1972, 1973                                                                                                 |
| Aigle Nkongsamba      | 2       | 1971, 1994                                                                                                 |
| UMS de Loum           | 2       | 2016, 2019                                                                                                 |
| Diamant Yaounde       | 1       | 1966 |
| Unisport Bafang       | 1       | 1996 |
| Sable Batié           | 1       | 1999 |
| Fovu Baham            | 1       | 2000 |
| Tiko United           | 1       | 2009 |
| Eding Sport FC        | 1       | 2017 |
| PWD Bamenda           | 1       | 2020 |
| Colombe Sportive      | 1       | 2025 |